# Reußenköge
Reußenköge (Reussenkog en danois) est une commune d'Allemagne, située dans le land du Schleswig-Holstein et l'arrondissement de Frise-du-Nord.

## Géographie
La commune est constituée d'un territoire constitué de sept polders (Koog, pluriel Köge, en allemand) endigués et d'une des îles Halligen : Hamburger Hallig.
Les polders habités qui font partie de la commune sont :
- Sophien-Magdalenen-Koog (ou Sophie-Magdalenen-Koog)
- Desmerciereskoog
- Reußenkoog
- Louisenkoog (ou Louisen-Reußen-Koog)
- Cecilienkoog
- Sönke-Nissen-Koog